# Red Bud (Illinois)
Red Bud je grad u američkoj saveznoj državi Ilinois. Prema popisu stanovništva iz 2010. u njemu je živjelo 3.698 stanovnika.